# 科普特正教会圣马可主教座堂 (亚历山大)
科普特正教会圣马尔谷主教座堂是埃及亞歷山卓的科普特正教会教堂，为亚历山大教宗原来的驻地。

## 历史
该堂据称由圣马尔谷本人创建于公元60年。圣人在亚历山大城传教七年，得到大批信徒，成为亚历山大教会的创始人和首任主教，最终在公元68年被捕殉道，安葬在这座自己创建的教堂地下。

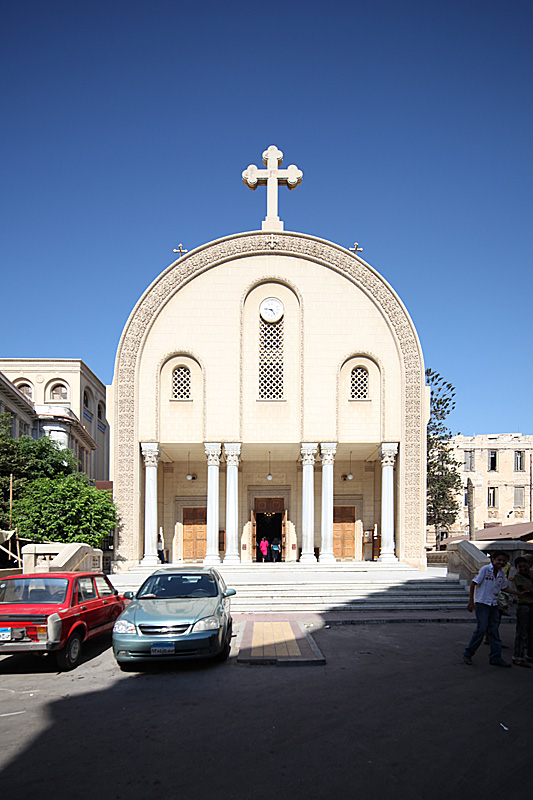

该堂在641年阿拉伯人侵略埃及时被严重破坏。680年教宗约翰三世重建教堂。828年，圣马尔谷的圣髑被威尼斯商人从亚历山大城偷走，带到威尼斯。 但是圣马尔谷的头颅仍然在亚历山大城的圣马尔谷教堂内。
该堂在1219年十字军战争期间再次被毁，后来重建。16世纪的法国探险家Pierre Belon 提到该堂重建于1547年。该堂在1798年7月法国入侵亚历山大期间被毁。1819年穆罕默德·阿里帕夏统治时期该堂由教宗彼得七世重建。1950-1952年之间，教宗约瑟二世拆除旧堂，用钢筋混凝土新建了一座更大的教堂。六根大理石柱被移到教堂的入口。1985年到1990年之间，该堂进行扩建，面积加倍。